# Unione Sportiva Grosseto 1912
Maillots
L'Unione Sportiva Grosseto 1912 est un club italien de football, basé à Grosseto, chef-lieu de la province du même nom, en Toscane. Le club évolue en 2021-2022 en Serie C (le 3e niveau).

## Historique
- 1912 - fondation du club sous le nom de Unione Sportiva Grosseto Football Club
- 2007-2008 - Première saison en Serie B

## Historique des noms
- 1913-1925 : Unione Ginnico Sportiva Grossetana
- 1925-1928 : Club Sportivo Grossetano
- 1935-2000 : Unione Sportiva Grosseto
- 2000-2015 : Unione Sportiva Grosseto Football Club
- 2015-2017 : Football Club Grosseto Società Sportiva Dilettantistica
- 2017-2019 : Associazione Sportiva Dilettantistica Unione Sportiva Grosseto 1912
- 2019-2020 : Società Sportiva Dilettantistica Unione Sportiva Grosseto 1912
- 2020- : Società Sportiva Unione Sportiva Grosseto 1912

## Palmarès
- Champion de Serie C : 2006-07
- Supercoupe d'Italie de football D3: 2007

## Anciens joueurs
- Marco Branca
- Angelo Pagotto
- Nicolás Córdova
- Sébastien Piocelle
- Tomas Danilevičius
- Marko Perović

## Anciens entraîneurs
- 1933-1934 :  Vittorio Faroppa
- 1939-1940 :  Raffaele D'Aquino
- 1941-1942 :  Engelbert König
- 1942-1944 :  Imre Payer
- 1961-1964 :  Sergio Pison
- 1964-1965 :  Ottorino Dugini
- 1971-1973 :  Mario Genta
- 1973-1974 :  Graziano Landoni
- 1974-1975 :  Andrea Bassi
- 1975-1977 :  Enzo Robotti
- 1977-1979 :  Milo Palazzoli
- 1979-1980 :  Andrea Bassi
- 1980-1981 :  Giovanni Galeone
- 1981-1982 :  Valentino Persenda
- 1982-1983 :  Milo Palazzoli
- 1991-1992 :  Mario Tiddia
- 1994-1995 :  Carlo Bresciani
- 2000-2002 :  Lamberto Magrini
- juil. 2005-oct. 2005 :  Massimiliano Allegri
- oct. 2005-juin 2006 :  Corrado Benedetti
- avr. 2006-oct. 2006 :  Massimiliano Allegri
- oct. 2006-juin 2007 :  Antonello Cuccureddu
- juin 2007-sep. 2007 :  Giorgio Roselli
- sep. 2007-juin 2008 :  Stefano Pioli
- juin 2008-fév. 2009 :  Elio Gustinetti
- fév. 2009-mars 2009 :  Ezio Rossi
- mars 2009-mars 2010 :  Elio Gustinetti
- mars 2010-juin 2010 :  Maurizio Sarri
- juil. 2010-sep. 2010 :  Luigi Apolloni
- sep. 2010-jan. 2011 :  Francesco Moriero
- jan. 2011-juin 2011 :  Michele Serena
- juin 2011-oct. 2011 :  Guido Ugolotti
- oct. 2011-déc. 2011 :  Giuseppe Giannini
- déc. 2011-fév. 2012 :  Fabio Viviani
- fév. 2012-mai 2012 :  Guido Ugolotti
- mai 2012-juin 2012 :  Francesco Statuto
- juin 2012-sep. 2012 :  Francesco Moriero
- oct. 2012-nov. 2012 :  Mario Somma
- nov. 2012-déc. 2012 :  Lamberto Magrini
- déc. 2012-fév. 2013 :  Leonardo Menichini
- fév. 2013-mai 2013 :  Francesco Moriero
- juil. 2013-sep. 2013 :  Francesco Statuto
- sep. 2013-nov. 2013 :  Stefano Guoghi
- nov. 2013-jan.2014 :  Antonello Cuccureddu
- jan. 2014-juin 2014 :  Leonardo Acori
- août 2014-nov. 2014 :  Massimo Silva
- nov. 2014-jan. 2015 :  Pasquale Padalino
- jan. 2015-mars 2015 :  Paolo Stringara
- mars 2015-mai 2015 :  Massimo Silva
- août 2015-fév. 2016 :  Domenico Giacomarro
- fév. 2016-mai 2016 :  Nevio Orlandi
- mai 2016-août 2016 :  Marco cari
- août 2016-sep. 2016 :  Massimo Agovino